# Pinheiro de Coja e Meda de Mouros
Pinheiro de Coja e Meda de Mouros (llamada oficialmente União das Freguesias de Pinheiro de Coja e Meda de Mouros) es una freguesia portuguesa del municipio de Tábua, distrito de Coímbra.

## Historia
Fue creada el 28 de enero de 2013 en aplicación de una resolución de la Asamblea de la República de Portugal promulgada el 16 de enero de 2013 con la unión de las freguesias de Meda de Mouros y Pinheiro de Coja, pasando su sede a estar situada en la antigua freguesia de Meda de Mouros.

## Demografía
| Gráfica de evolución demográfica de Pinheiro de Coja e Meda de Mouros entre 2011 y 2021 |
|                                                                                         |
| Datos según el nomenclátor publicado por el INE portugués.                              |